# آزردن (ترانه کریستینا آگیلرا)
«آزردن» یک تک‌آهنگ از هنرمند اهل ایالات متحده آمریکا کریستینا آگیلرا است که در سال ۲۰۰۶ میلادی منتشر شد.
این تک‌آهنگ در چارت‌های ، سوئیس در رتبه اول و در چارت‌های فرانسه، ایرلند، استرالیا، آلمان، سوئد، اتریش، جزو ده ترانه اول قرار گرفت.